# Paul Burke
Paul Joseph Burke, (nacido el 2 de agosto de 1972 en Wyncote, Pensilvania) es un exjugador y exentrenador de baloncesto estadounidense nacionalizado sueco. Con 1.88 de estatura, su puesto natural en la cancha era el de base.

## Trayectoria profesional
- Norrköping Dolphins (1995-1996)
- Trenton Flames (1996)
- Heta Skane (1996-1997)
- Norrköping Dolphins (1997-1998)
- Leopards London (1998-1999)
- Norrköping Dolphins(1999-2000)
- Telekom Baskets Bonn (2000-2001)
- Pallalcesto Amatori Udine (2002)
- Lucentum Alicante (2003)
- Mitteldeutscher BC Weißenfels (2003-2004)
- EWE Baskets Oldemburgo (2004-2006)
- Norrköping Dolphins (2006-2007)